# Deutsche Levante-Linie

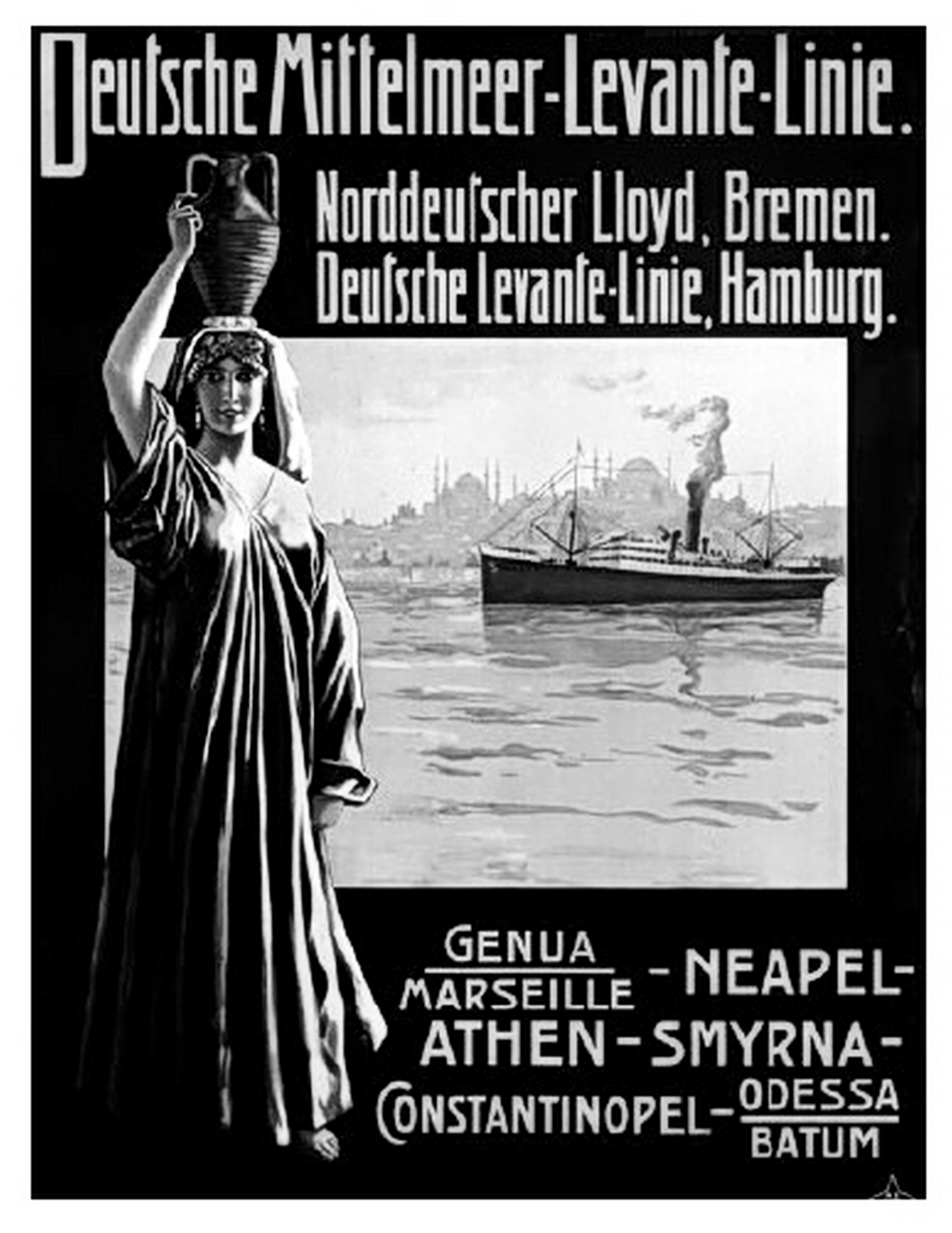
Plakat der Deutschen Levante – Linie um 1900

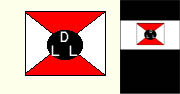
Flagge der Deutschen Levante-Linie

Die Deutsche Levante-Linie AG (DLL) war eine von 1889 bis 1970 bestehende Linienreederei in Hamburg.

## Vorbemerkung
Als Levante bezeichnet man in der Seeschifffahrt, geographisch nicht ganz korrekt, die Länder des östlichen Mittelmeers. Der Handel zwischen Deutschland und dem Levantegebiet wurde traditionell auf dem Landwege, zumeist über den italienischen, österreichischen und süddeutschen Raum abgewickelt. Bis zu den ersten zaghaften Vorstößen ab dem Jahr 1878 gab es keine regelmäßigen Dampfschiffsverbindungen für den Seehandel mit den Ländern dieses Seegebiets.

## Geschichte

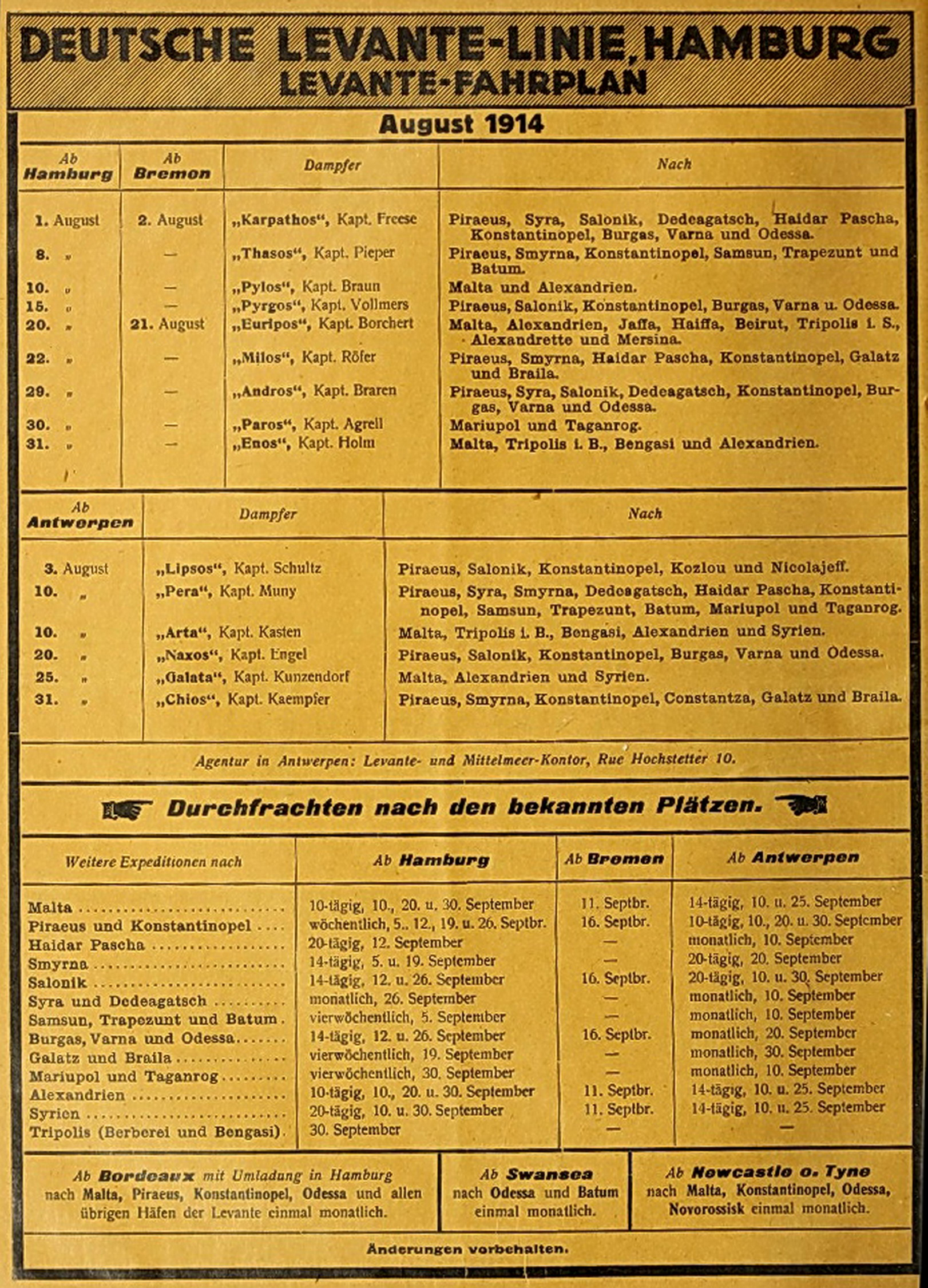
Fahrplan August 1914

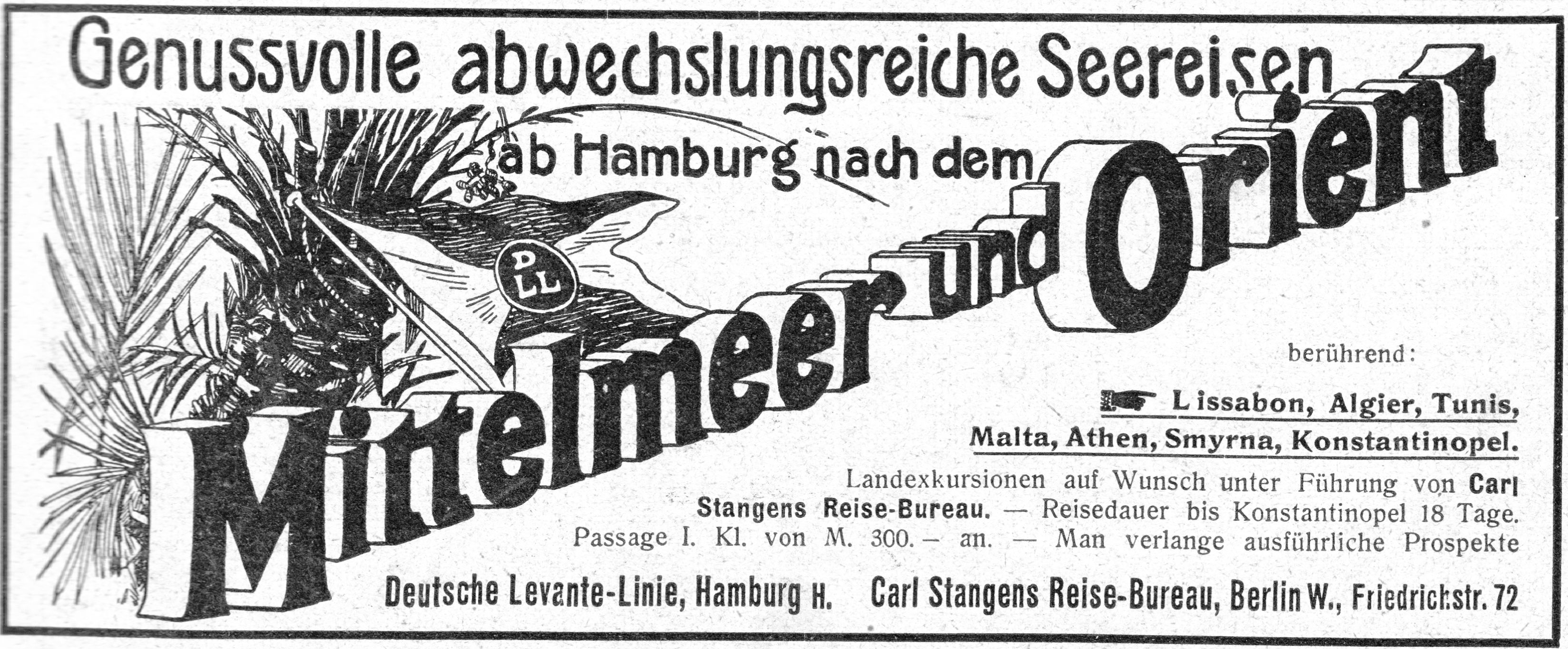
Anzeige aus dem Jahr 1904

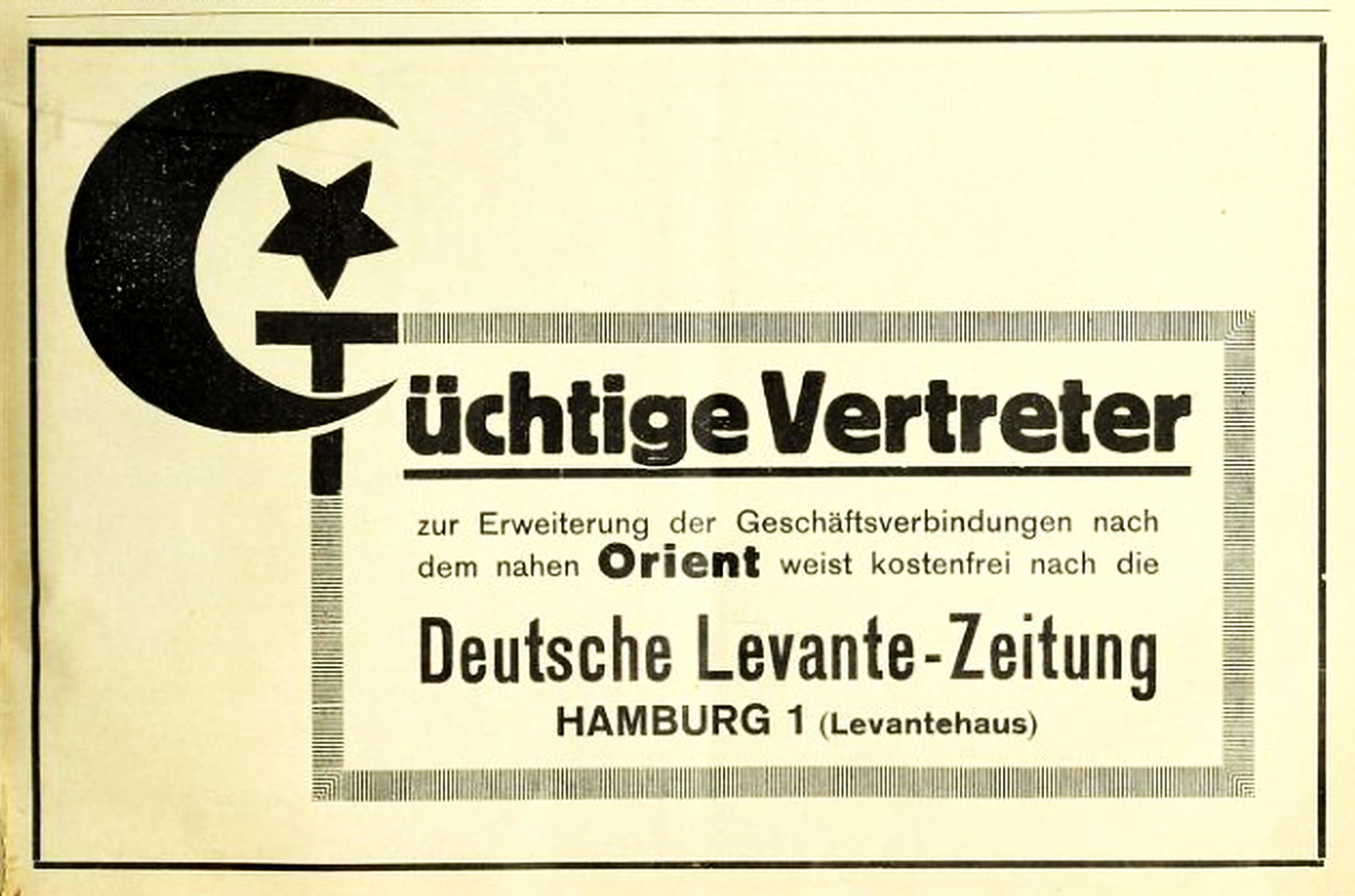
DLZ Eigenanzeige, Anbahnung von Geschäftsbeziehungen, 1914

### Anfangsjahre
Am 6. September 1889 gründete man mit einem Kapital von 1,5 Millionen Mark die Deutsche Levante-Linie. Zur Aufnahme des Linienverkehrs wurden zunächst vier Dampfschiffe bestellt. Die Werft Wigham, Richardson & Company in Newcastle upon Tyne lieferte den ersten Dampfer, die Chios, mit dem am 28. Juni 1890 der Dienst eröffnet wurde. Drei weitere Schiffe, die Lesbos, Rhodos und Samos entstanden bei der Flensburger Schiffbau-Gesellschaft. Alle vier Schiffe waren mit etwa 1700 BRT vermessen und trugen jeweils etwa 2500 Tonnen. Der Bau kostete mit rund 2 Millionen Mark mehr als kalkuliert, so dass eine Prioritäts-Schuldverschreibung von 750.000 Mark ausgegeben werden musste, um die Eigenkapitalausstattung zu gewährleisten. Die junge Reederei kämpfte neben solchen Finanzproblemen auch mit Schwierigkeiten, die sich beispielsweise aus Missernten in der Türkei, der Hamburger Choleraepidemie oder dem Verlust von Schiffen ergaben. So gingen in den Jahren 1893 bis 1895 die Euripos, die Milos und die Thasos verloren. Bis 1911 folgten noch weitere fünf Schiffsverluste. Bis zur ersten Auszahlung einer Dividende im Jahr 1896 war das Eigenkapital auf 1,1 Millionen Mark herabgesetzt worden. 1898 wurde Hans von Jacobs Vorsitzender des Vorstandes. 1899 war die erste Durststrecke überwunden und die Reedereiflotte auf 21 Dampfer, bis 1903 auf 30 Dampfer und 1914 auf 59 Dampfer angestiegen. Kennzeichnend für die Reederei war, dass die Flotte meist durch den Ankauf von gebrauchten Schiffen erweitert wurde. Dazu fusionierte die Levante-Linie 1910 mit der Bremer Dampferlinie Atlas (sechs Schiffe) und übernahm begünstigt durch gute Konjunktur 1911 die sieben Dampfer der Reederei A. C. de Freitas & Co. und vier Schiffe der Reederei H.C. Horn. Bis zum Beginn des Ersten Weltkriegs hatte die DDL nur 17 Neubauten erhalten.
Anfang 1914 übernahm die HAPAG die Anteilsmehrheit an der DLL.

### Erster Weltkrieg und Konzentration
Die DLL verlor während des Krieges zunächst keine Schiffe durch Kampfhandlungen. Sie musste gleichwohl den Verlust eines Großteils der Schiffe hinnehmen. Schiffe in Häfen von feindlichen Staaten wurden beschlagnahmt. So erbeuteten die Briten neun Schiffe, von denen vier im Laufe des Krieges versenkt wurden. Die Athos wurde in Russland beschlagnahmt und später durch den deutsch-türkischen Kreuzer Midilli versenkt. Durch die späteren Kriegsbeitritte von Portugal (8) und Griechenland (6) sowie durch den Seitenwechsel Italiens (5) gingen weitere Schiffe verloren, die in vermeintlich sicheren bzw. neutralen Häfen Zuflucht gefunden hatten. Schiffe, die bei Kriegsausbruch in türkischen Häfen lagen, kamen bei Kriegseintritt des Osmanischen Reichs (29. Oktober 1914 auf Seiten der Mittelmächte) unter deren Bewirtschaftung.
Alle verbliebenen Schiffe über 1600 BRT bis auf das Wrack der Thasos mussten nach Kriegsende an die Inter Allied Shipping Commission abgeliefert werden. Der Reedereibetrieb kam trotz dieser Erschwernisse nicht völlig zum Erliegen, da zunächst noch einige Reisen mit abzuliefernden DLL-Schiffen durchgeführt werden konnten und bald ein eingeschränkter Verkehr mit drei zurückgekauften Dampfern unter der Flagge der befreundeten Rotterdamer N.V. Cargadoors & Scheepvaart Kantoor "Levant" aufgenommen werden konnte. Am 1. August 1919 wurde eine 4½-prozentige Obligationsanleihe von 1911 zurückbezahlt, um erneut Kredite aufnehmen zu können; am 23. Dezember 1919 übernahm die HAPAG die DLL.
Obgleich die Entwicklung in den ersten Jahren nach Kriegsende durch das Fehlen eigener Schiffe noch stark behindert wurde und die Eingliederung von Neubauten, die ursprünglich von der DLL bestellt worden waren, in die HAPAG-Flotte den Aufbau der eigenen Flotte zusätzlich bremste, verfügte die DLL 1921 bereits wieder über zehn eigene Schiffe. Vom Dezember 1920 bis zum Mai 1922 bestand zusätzlich eine Charter von sechs Schiffen der Londoner Reederei Olivier & Company, die unter dem Namen Oliviers Levant Line in Kommission der Deutschen Levante-Linie beladen wurden.
Neue Mitbewerber dieser Jahre waren die 1921 gegründete die Deutsche Orient-Linie A.G., eine Tochtergesellschaft der Stettiner Dampfer-Compagnie, und der 1922 neugegründete Levantedienst der Bremer Argo Reederei. Die Argo Reederei fusionierte im Dezember 1922 mit der Roland-Linie (die drei Jahre darauf ihrerseits im Norddeutschen Lloyd aufging); die Deutsche Orient-Linie fusionierte am 1. Juli 1924 mit der DLL. Als 1931 auch die Stettiner Dampfer-Compagnie vom Norddeutschen Lloyd übernommen wurde, lag die deutsche Levantefahrt wieder in den Händen der beiden großen Reedereien.

### Umbau und Neugründung

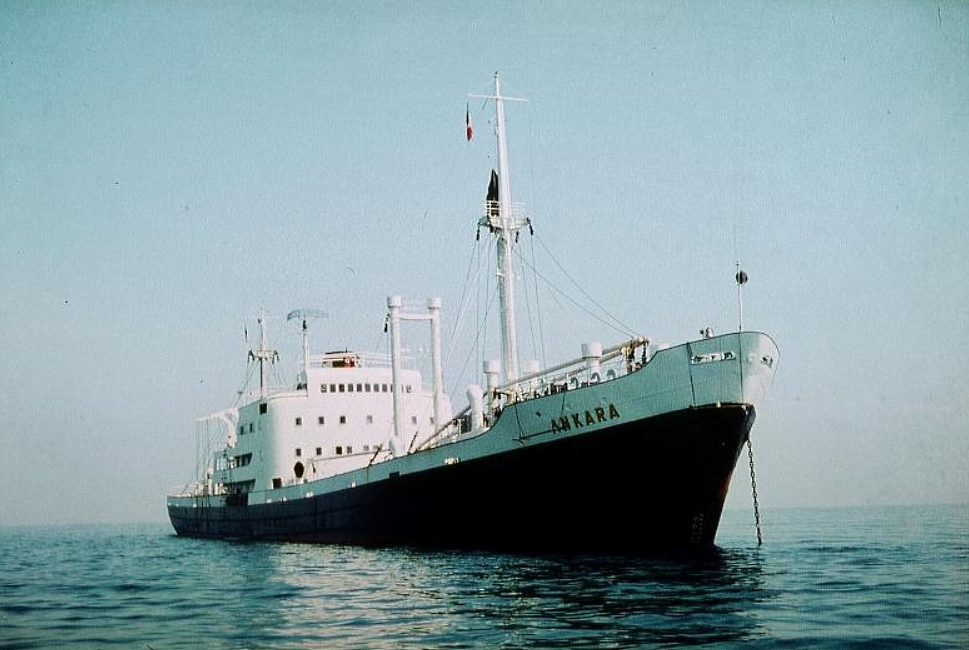
Die Ankara der DLL 1961 vor Anker

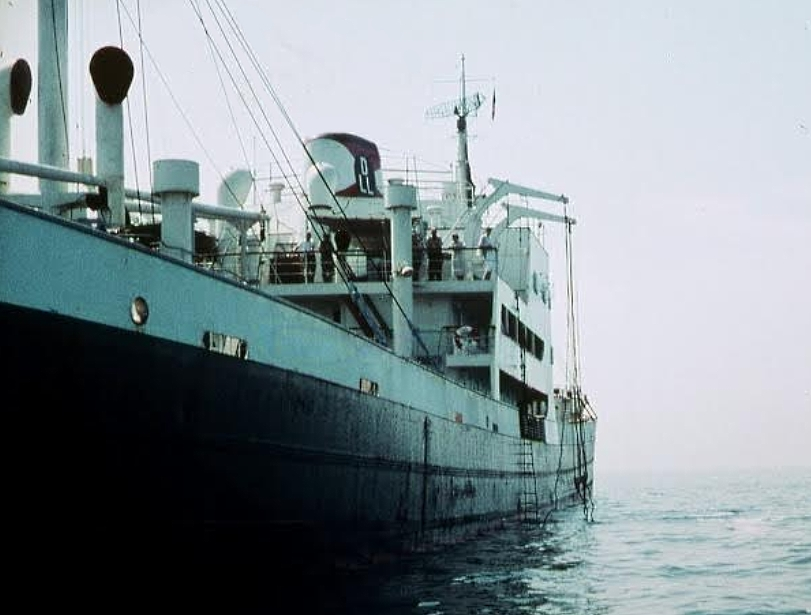
Die Ankara ex Babitonga der DLL

Das Deutsche Reich stellte im Laufe des Jahres 1934 einen Sanierungsplan auf, der eine Entflechtung und Aufgabenkonzentration der deutschen Linienreedereien zum Ziel hatte. Zu diesem Zweck erwarb das Reich Mehrheitsbeteiligung an der Hamburg-Amerika-Linie und am Norddeutschen Lloyd. Bis zum 9. November 1934 waren auch mit den Deutschen Afrika-Linien und der Hamburg-Süd entsprechende Verträge ausgehandelt. Die Ausgliederungsaktion endete mit den Neugründungen der Deutschen Levante-Linie Hamburg A.G. mit einem Eigenkapital von 4 Millionen Reichsmark am 5. Juli 1935 in Hamburg, sowie der Atlas Levante-Linie A.G. (ALL) mit einem Eigenkapital von 2,3 Millionen Reichsmark am 26. Juli desselben Jahres in Bremen. Beide Reedereien schlossen einen Poolvertrag und gründeten die Deutsche Levante-Linie G.m.b.H., an der die DLL AG zwei Drittel und die ALL ein Drittel hielt. Bis zum Beginn des Zweiten Weltkriegs folgten einige erfolgreiche Jahre und schon 1935/36 stockte beispielsweise die Deutschen Levante-Linie Hamburg ihr Eigenkapital um 1,5 Millionen Reichsmark auf.

### Zweiter Weltkrieg und Nachkriegszeit
1942 veränderten sich die Besitzverhältnisse der DLL und der ALL. Die DLL wurde von der Reederei Bock, Godeffroy & Co. übernommen und als deren Tochtergesellschaft eingegliedert, die ALL löste ihre Personalunion mit der Argo Reederei. Im Laufe des Zweiten Weltkriegs ging eine Reihe der DLL-Schiffe verloren, den verbleibenden Rest mussten die Deutsche Levante-Linie und die Atlas Levante-Linie auch nach diesem Krieg wieder abliefern. Es blieben die Kontorräume und Reste des Anlagevermögens. In den 1950er Jahren fand zwar ein langsamer Wiederaufbau der DLL-Flotte statt, 1956 wurde die Deutsche Levante-Linie jedoch als Tochtergesellschaft der Bock, Godeffroy & Co. von der Oetker-Gruppe übernommen, die die Schornsteinmarke und Flagge nur bis 1967 weiterführte und den Namen Deutsche Levante-Linie 1970 schließlich ebenfalls einstellte.

## Die Deutsche Levante-Zeitung
Von 1911 bis 1920 gab die Deutsche Levante-Linie als Verlag die Deutsche Levante-Zeitung heraus.